# Bleptinodes perumbrosa
Bleptinodes perumbrosa là một loài bướm đêm trong họ Noctuidae.